# Муссаид, Дрисс
Дрисс Муссаид (араб. إدريس موسعيد‎; род. 29 марта 1988) — марокканский боксёр, представитель первой полусредней весовой категории. Выступал за национальную сборную Марокко по боксу в 2007—2018 годах, участник Олимпийских игр в Пекине, серебряный призёр Средиземноморских игр, победитель и призёр многих турниров международного значения в любителях.

## Биография
Дрисс Муссаид родился 29 марта 1988 года.
Первого серьёзного успеха в боксе на взрослом международном уровне добился в сезоне 2007 года, когда вошёл в основной состав марокканской национальной сборной и побывал на Панарабских играх в Каире, откуда привёз награду серебряного достоинства, выигранную в зачёте первой полусредней весовой категории — в решающем финальном поединке уступил тунисцу Хамзе Хассини.
На Африканском олимпийском квалификационном турнире в Алжире взял верх над всеми соперниками по турнирной сетке и тем самым удостоился права защищать честь страны на летних Олимпийских играх 2008 года в Пекине. На Играх в стартовом поединке категории до 64 кг благополучно прошёл австралийца Тодда Кидда, тогда как во втором бою в 1/8 финала со счётом 4:15 потерпел поражение от кубинца Роньеля Иглесиаса.
После пекинской Олимпиады Муссаид остался в составе боксёрской команды Марокко и продолжил принимать участие в крупнейших международных турнирах. Так, в 2009 году в первом полусреднем весе он завоевал серебряную медаль на Средиземноморских играх в Пескаре, проиграв в финале французу Алексису Вастину, и выступил на чемпионате мира в Милане, где на стадии 1/8 финала был остановлен представителем Украины Александром Ключко.
В 2010 году стал серебряным призёром на домашнем международном турнире «Мухаммед VI Трофи» в Марракеше, взял бронзу на международном турнире «Золотые перчатки» в Белграде.
В 2011 году выиграл бронзовую медаль на Гран-при Усти в Чехии, остановился в четвертьфинале на международном турнире «Таммер» в Тампере.
В 2012 году участвовал в Мемориале Иштвана Бочкаи в Дебрецене, но попасть здесь в число призёров не смог.
Боксировал в средней весовой категории на Всемирных военных играх 2015 года в Йонджу.
В 2018 году отметился выступлением на африканском военном чемпионате в Алжире, где выходил на ринг уже в рамках полутяжёлого веса.